# Screwball comedy
Screwball comedy er en komisk filmgenre, der havde sin blomstringstid i 1930'erne og 1940'erne i kølvandet på fremkomsten af talefilmen. Modsat stumfilmenes slapstick satsede komedierne på verbal humor, og screwball-komedierne var karakteriseret ved en dialog, hvor den ene replik kom hurtigt efter den anden.

## Eksempler på screwball comedies

### Fra blomstringsperioden
- Det hændte en nat (It Happened One Night, Frank Capra, 1934)
- Han, hun og leoparden (Bringing Up Baby, Howard Hawks, 1938)
- Natten før brylluppet (The Philadelphia Story, George Cukor, 1940)
- En moderne Eva (The Lady Eve, Preston Sturges, 1941)
- Arsenik og gamle kniplinger (Arsenic and Old Lace, Frank Capra, 1944)

### Senere eksempler
- Ingen er fuldkommen (Some Like It Hot, Billy Wilder, 1959)
- Du er toppen, professor (What's Up, Doc?, Peter Bogdanovich, 1972)
- Fisken de kaldte Wanda (A Fish Called Wanda, Charles Crichton, 1988)
- Intolerable Cruelty (Joel og Ethan Coen, 2003)

## Skuespillere kendt fra screwball comedies
- Katharine Hepburn
- Cary Grant
- Jean Arthur
- Clark Gable
- Irene Dunne
- William Powell
- Barbara Stanwyck
- Claudette Colbert

| Film | Spire Denne filmartikel er en spire som bør udbygges. Du er velkommen til at hjælpe Wikipedia ved at udvide den. |